# The School Nurse Files
The School Nurse Files (보건교사 안은영?, Bogeongyosa An Eun-yeongLR; lett. "L'infermiera della scuola, Ahn Eun-young") è una serie televisiva sudcoreana distribuita da Netflix il 25 settembre 2020, tratta dall'omonimo romanzo di Chung Serang.

## Trama
Ahn Eun-young è un'infermiera scolastica dotata del potere di vedere i desideri, le emozioni e gli spiriti delle persone, che prendono la forma di gelatine, alcune delle quali di tipo mostruoso. Quando nella nuova scuola superiore a cui è stata assegnata iniziano a verificarsi dei fatti insoliti, Eun-young e il professor Hong In-pyo, un suo collega dotato di uno speciale campo di energia che lo protegge dalle gelatine, cercano di scoprire cosa stia succedendo.

## Personaggi e interpreti
- Ahn Eun-young, interpretata da Jung Yu-mi
- Hong In-pyo, interpretato da Nam Joo-hyuk